# Mihály Gubis

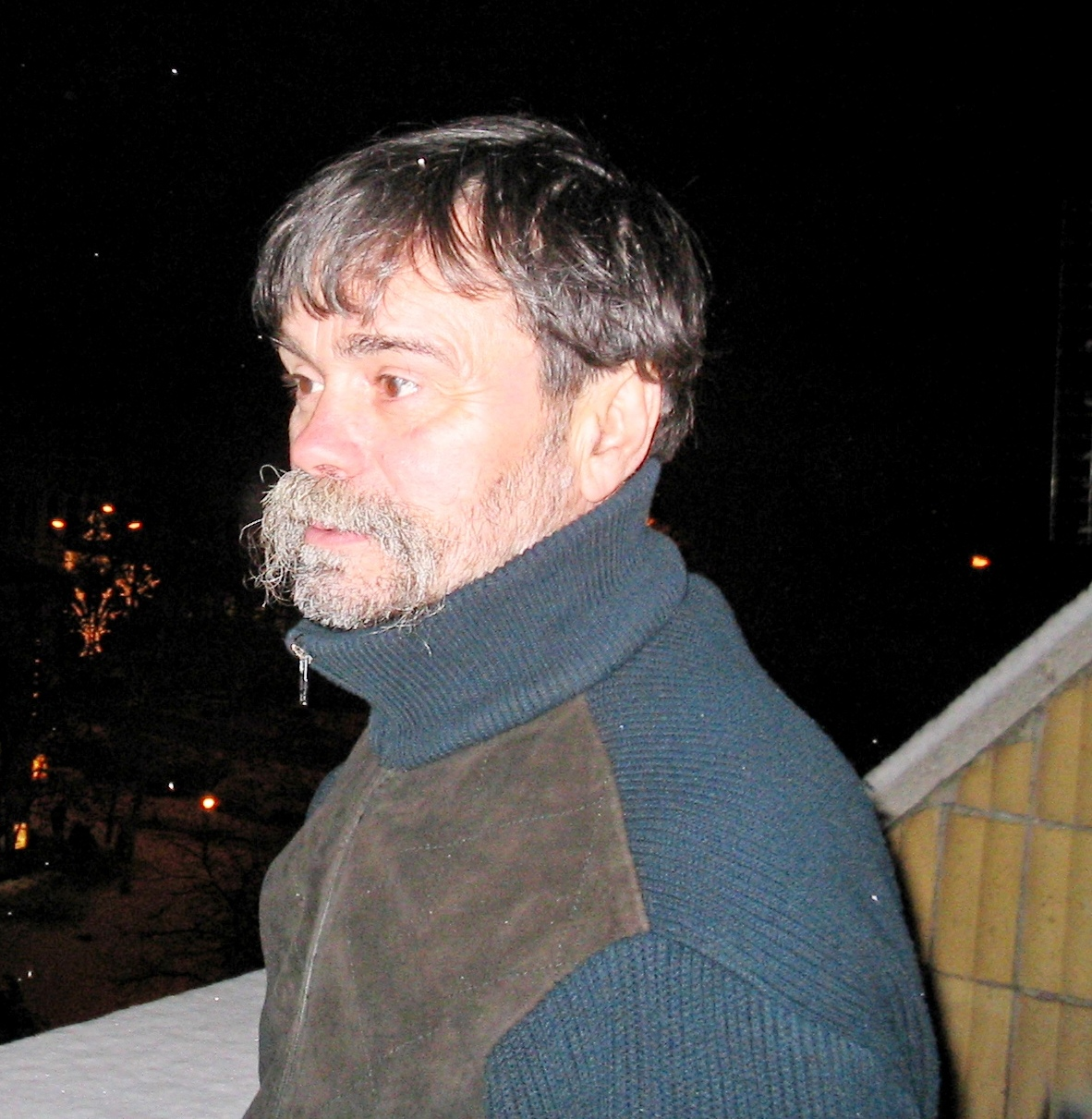
Mihály Gubis, 2005

Mihály Gubis (* 4. April 1948 in Békéscsaba; † 17. Mai 2006 in Mundelsheim) war ein ungarischer Maler und Bildhauer.
Er lernte Klavier, dann spanische Gitarre. Als ihm in einer Druckerei ein Finger abgeschnitten wurde, musste er mit der Musik aufhören. Die Musik hat keine direkte Wirkung auf seine weitere Kunst. 1969 setzte er seine Studien in Budapest bei Gyula Xantus fort. Seine künstlerischen Schwerpunkte setzte er auf Siebdruck, Plastiken, Installationen, Zeichenmalerei (abstrakte Malerei).
Bis zu seinem Tode lebte er in Békéscsaba.
Anlässlich einer Künstlerschau des Landkreises Ludwigsburg entlang des Neckars erlitt er beim Verladen der ca. 1500 kg schweren Skulptur „Frau mit vier Brüsten“ in Mundelsheim einen Arbeitsunfall und erlag seinen Verletzungen. Im Rahmen derselben Schau war noch ein überdimensionaler Stuhl des Künstlers in Walheim ausgestellt.
| Personendaten    | Personendaten                   |
| ---------------- | ------------------------------- |
| NAME             | Gubis, Mihály                   |
| KURZBESCHREIBUNG | ungarischer Maler und Bildhauer |
| GEBURTSDATUM     | 4. April 1948                   |
| GEBURTSORT       | Békéscsaba                      |
| STERBEDATUM      | 17. Mai 2006                    |
| STERBEORT        | Mundelsheim                     |